# Wielgie (Mazovie)
Pour les articles homonymes, voir Wielgie.
Wielgie (prononciation : [ˈvjɛlɡʲɛ]) est un village polonais de la gmina de Ciepielów dans le powiat de Lipsko de la voïvodie de Mazovie dans le centre-est de la Pologne.
Il se situe à environ 8 kilomètres à l'ouest de Ciepielów (siège de la gmina), 15 kilomètres au nord-ouest de Lipsko (siège du powiat) et à 115 kilomètres au sud de Varsovie (capitale de la Pologne).
Le village possède approximativement une population de 668 habitants.

## Histoire
De 1975 à 1998, le village appartenait administrativement à la voïvodie de Radom.